# اچ کی بدفورد
اچ کی بدفورد (به انگلیسی: H. K. Bedford) یک کشتی بود که طول آن ۱۴۹ فوت (۴۵ متر) بود. این کشتی در سال ۱۸۸۶ ساخته شد.